# Åbjär (naturreservat)
Åbjär är ett naturreservat och natura 2000-område i Kristianstads kommun i Skåne län.
Området är naturskyddat sedan 2012 och är 93 hektar stort. Reservatet består av bokskog utmed Mjöåns bäckravin. Mjöån rinner genom sumpskog, som huvudsakligen består av al, och mellan stupande bergsbranter. 
I Åbjär trivs många arter av mossa, lavar och svampar. Skalbaggen röd ögonknäppare finns i området.